# Василе Марин
Василе Марин (рум. Vasile Marin, 16 або 29 січня 1904, Бухарест — 13 грудня 1937, Махадаонда, Іспанія) — румунський політик, націоналіст, член руху «Залізна гвардія», учасник громадянської війни в Іспанії, який загинув у битві на Мадридському фронті.

## Біографія

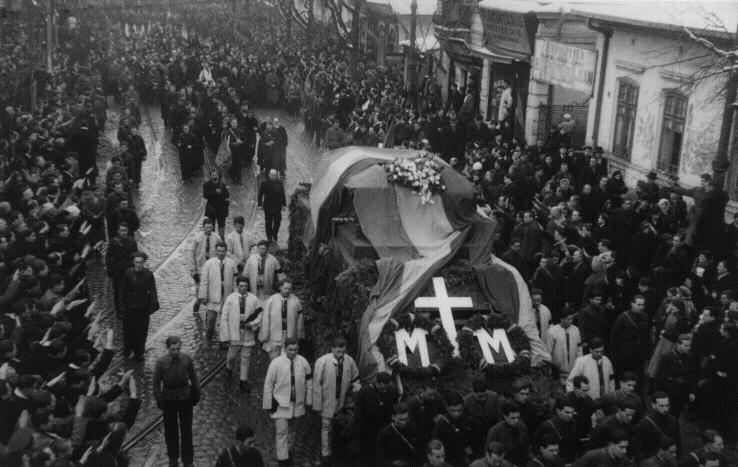
Урочисті похорони Василе Марина та Йона Моца, 1937

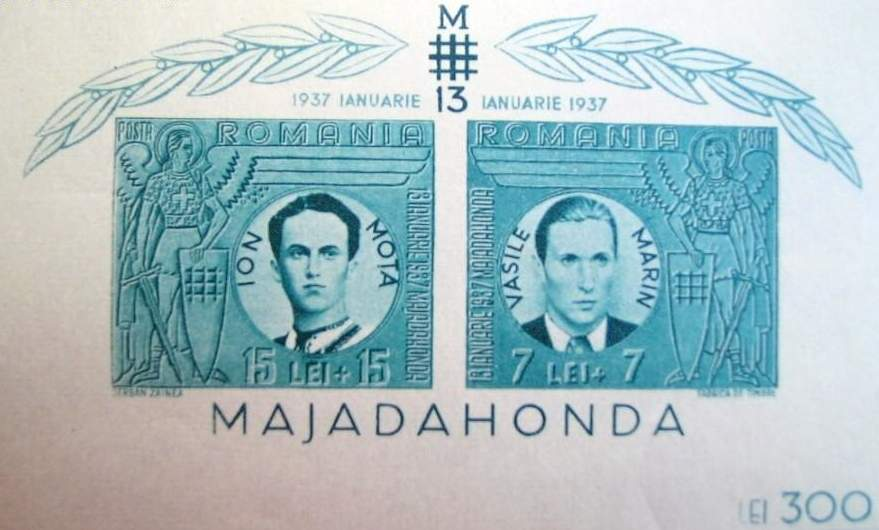
Василе Марина та Йон Моца на поштовій марці Румунії, 1941

У 1932 закінчив юридичний факультет Бухарестського університету. У тому ж році вступив до лав румунської Національної селянської партії. Працював в урядовій адміністрації.
У грудні 1933 вступив до Легіону Архангела Михайла (Залізна гвардія), створений Корнеліу Кодряну. Незабаром став лідером філії в Бухаресті.
Наприкінці 1936 разом з кількома іншими румунськими активістами, як легіонер, взяв участь у громадянській війні в Іспанії, на стороні націоналістичних сил генерала Франко.
13 січня 1937 в першому ж бою з республіканцями був убитий у Махадаонда поблизу Мадрида.
13 лютого того ж року в Бухаресті відбулися спільні урочисті похорони Василе Марина і Йона Моца, в яких взяли участь міністри Третього Рейху і Італії, була присутня делегація з франкістської Іспанії, представники Португалії, Японії та Польщі.
13 січня 1938 в честь Василе Марина і Йона Моца Кодряну створив спеціальний елітний корпус імені Моци-Марина під командуванням Александру Кантакузіно. 13 вересня 1970 в Махадаонда з ініціативи генерала Франко був побудований пам'ятник, на якому серед інших вибито ім'я Василе Марина.